# Metal Tornado
Metal Tornado (deutscher Alternativlangtitel Metal Tornado – Es gibt kein Entkommen!) ist ein kanadischer Katastrophenfernsehfilm von Gordon Yang aus dem Jahr 2011. In den Hauptrollen sind Lou Diamond Phillips, Nicole Deboer und Greg Evigan zu sehen.

## Handlung
Die in Chester County in Pennsylvania ansässige Firma Helios World entwickelt ein System, mit dessen Hilfe es möglich sein soll, Sonneneruptionen in Strom umwandeln zu können. Nach mehreren Tests tritt ein Fehler auf, wodurch magnetische Energie entweichen kann. Sofort wird Geschäftsführer Jonathan Kane kontaktiert, um ihn über die Ereignisse aufzuklären und ihm von der weiteren Nutzung abzuraten. Dieser ignoriert alle Warnungen und gibt die Anordnung, dass das System weiter genutzt wird. Es kommt zu einem Vorfall, bei dem erste Tote unter den Arbeitern zu beklagen sind. Die Forschungen gehen ungetrübt weiter und über Magnetstrahlen aus Satelliten soll ein Kraftwerk mit dieser Art von Energie angetrieben werden. Bei der ersten Nutzung erzeugt das Kraftwerk ein großes Magnetfeld. Dadurch werden sämtliche Alarmanlagen der Autos in der Umgebung aktiviert. Die Wissenschaftler schenken diesem Vorfall keine größere Beachtung und Kane plant, in Frankreich mit dem ersten Kraftwerk dieser Art ans Netz zu gehen.
Allysa Winters, die Frau von Stephen Winters, einem Mitarbeiter von Helios World, der beim Einsatz des Systems ums Leben kam, wird von Ermittlern zum Tod ihres Mannes befragt. Sie beschließt, dem Tod ihres Mannes selbst nachzugehen. Währenddessen breiten sich die Folgen des künstlich erzeugten Magnetfeldes weiter aus. Ein sich in der Nähe befindender Holzfäller ist dabei, Bäume mit einer Kettensäge zu fällen, als er sich plötzlich vom Boden erhebt und davonfliegt. Ein weiterer Mann wird auf seinem Motocross-Bike in einen magnetischen Energiewirbel gezogen. Michael Edwards bemerkt, dass 2 % der gesammelten magnetischen Energie verloren gegangen sind. Er meldet es Greg und drängt ihn dazu, weitere Tests durchzuführen, ist aber selbst wegen der gegenwärtigen Situation nicht besorgt. Währenddessen schreibt Michaels Sohn Nick Edwards eine Arbeit über das Energiesystem und interessiert sich daher für den Energieverlust. Allysa Winters ruft Helios World an und versucht sie zu warnen, dass ihr Vorhaben gefährlich ist.
Rund 25 Kilometer entfernt sieht ein Tankstellenbesitzer den magnetischen Wirbel, der nun die Form eines Tornados angenommen hat. Während er das Naturereignis beobachtet, wird seine Brille in den Tornado hineingezogen. Sheriff Joe Riley untersucht das Phänomen und kontaktiert Michael, um seine Bedenken zu äußern. Michael und Rebecca fahren zur Tankstelle, um den Tornado zu untersuchen. Sie bemerken, dass ihre Uhren stehen geblieben sind und ihr Kompass sich dreht. Rebecca geht mit, um zu sehen, wie weit das Feld reicht und wohin es führt. Michael vermutet, dass der Stromausfall es verursacht haben könnte. Michael geht zu Helios World, um Greg und Herrn Kane von seiner Theorie zu erzählen. Die beiden glauben ihm aber nicht. Er bittet Ron um Hilfe. Michael, der Sheriff, Ron und Nick treffen sich in einem Krankenhaus, um über zwei Farmer zu sprechen, die durch den Sturm verletzt wurden. Michael, Nick und Rebecca hacken sich in das Helios-System ein, um Sicherheitsmaterial sicherzustellen. Dadurch hoffen sie, benötigte Beweis zu erhalten. Michael kontaktiert Allysa Winters, die ihm von einem möglichen Energieleck erzählt und ihm schließlich die Dokumente übergibt. Er gibt diese an Greg weiter, der es Jonathan Kane meldet.
Ron findet derweil heraus, dass der Tornado Eisenerzadern folgt und auf die Stadt Henderson zusteuert. Er fordert Rebecca, Michael und den Sheriff auf, die Stadt zu evakuieren. Michael kontaktiert Greg und Jonathan und sagt ihnen, dass der Tornado auf die Stadt zusteuert. Kurz darauf verliert er das Telefonsignal. Er sieht den Tornado und steigt schnell aus seinem Auto aus, bevor dieses in den Wirbel hineingezogen wird. Er versteckt sich unter einer Brücke und hilft einer Dame, der von einem herabstürzenden Motorrad der Arm gebrochen wurde. In Henderson verstecken sich Rebecca und Nick in einem nahe gelegenen Kirchenkeller vor dem Sturm. Als die Decke einstürzt, bricht sich Nick unter den Trümmern das Bein. Michael erhält von Ron die Information, dass die Spur des Sturms weiter nach Philadelphia führt. Er trifft Greg und Jonathan bei Helios World, um einen Weg zu finden, diesen zu stoppen. Er glaubt, dass eine EMP-Bombe den Tornado auflösen könnte, und daher kontaktieren sie das Pentagon, um zwei Drohnen zu organisieren, die die Bomben abwerfen.
Das andere Team berichtet, dass ein ähnlicher Tornado auf Paris zusteuert. Auch in Frankreich wird versucht, diesen mittels einer EMP-Bombe zu stoppen. Aber der Sturm erreicht die Stadt vor den Drohnen und zerstört den Großteil von Paris, einschließlich des Eiffelturms. Zwei Drohnen steuern Philadelphia an, aber eine wird zuvor im Sturm zerstört. Die andere Drohne ist in der Lage, die Bombe erfolgreich zu zünden. Das Magnetfeld wird wie erwartet zerstreut und dadurch wird der Tornado gestoppt. Greg berichtet, dass der zweite Tornado in Paris nun auch gestoppt wurde. Während Michael, Rebecca, Nick und Ron essen, ist im Hintergrund in einem Nachrichtenbericht zu sehen, dass Jonathan die Verantwortung übernommen hat und zurückgetreten ist.

## Hintergrund

### Produktion
Der Film wurde in Ottawa, Ontario gedreht.

### Veröffentlichung
Der Film feierte seine Fernsehpremiere am 22. Juli 2011 in Kanada.

## Rezeption
„Schwacher Katastrophenfilm von der Stange.“

„Nicht so anziehend, diese Trash-Gurke.“

Der Film erhielt fast ausschließlich schlechte Wertungen. The Score Card wertete den Film mit 4/10, Crave Online vergab eine Wertung von 1.5/10, Disaster Movie vergab lediglich eine 2/5, Starburst bewertete den Film mit 2/10, BZ Film gab eine 4/10-Wertung ab und Radio Times vergab eine 2/5.
Schnittberichte urteilt, „bei so einer Produktion, bei der man sich weder vor geringen Kosten noch vor nicht vorhandenem Aufwand gescheut hat, war das nur noch eine Frage der Zeit. Überflüssige Charaktere und Handlungen ergeben einen überflüssigen Film, das Ergebnis nennt man dann Metal Tornado.“
Im Audience Score, der Zuschauerwertung auf Rotten Tomatoes hat der Film eine Wertung von 17 % bei über 50 Bewertungen. In der Internet Movie Database hat der Film bei über 1.600 Stimmenabgaben eine Wertung von 3,2 von 10,0 möglichen Sternen.